# Bušinja vas
Bušinja vas je naselje v Občini Metlika. Vas je obkrožena z vinorodnima okolišema imenovanima Plešivica in Mali vrh.